# Fernando Brambila
Ne doit pas être confondu avec Ferdinando Brambilla (1838-1921).
Fernando Brambila (ou Ferdinando Brambilla, né en 1763 à Fara Gera d'Adda et mort le 23 janvier 1834) est un peintre et graveur italien qui passe la majeure partie de sa vie en Espagne, où il travaille pour la Cour royale. Il est surtout connu pour sa participation à l'expédition Malaspina.

## Biographie
Fernando Brambila y Ferrari, né en 1763 à Fara Gera d'Adda, est le fils de Francisco Brambila et d'Antonia Ferrari. Il décide très jeune de devenir artiste et travaille comme peintre à Milan, où il étudie avec Giocondo Albertolli à l'Académie des beaux-arts de Brera. Son style initial est fortement influencé par le peintre français Claude Joseph Vernet.
En 1790, il travaille comme décorateur et peintre de décors à La Scala lorsque Francesco Melzi d'Eril et le comte Paolo Greppi, au nom du gouvernement espagnol, proposent qu'il soit ajouté à l'expédition Malaspina en tant qu'artiste officiel. Il est engagé, avec Giovanni Ravenet, un peintre de Parme, pour remplacer les artistes démissionnaires.
En avril 1791, il commence son voyage pour rejoindre l'expédition. Après s'être rendu à La Corogne, il embarque sur la frégate El Cortés, en partance pour l'Amérique. Il rejoint l'expédition à Acapulco, où il exécute ses premières toiles. Le naturaliste Antonio Pineda affirmera plus tard que Fernando Brambila a également voyagé pour peindre des antiquités aztèques, mais ces œuvres n'ont pas été retrouvées.
Il est en poste à bord de la corvette Atrevida. Ses peintures comprennent de nombreuses vues panoramiques avec les détails précis des systèmes défensifs, des monuments, etc., de Guam, les îles Mariannes, Palapa, Sorsogon et Zamboanga aux Philippines, Macao, Port Jackson et Parramatta en Australie, Vavaʻu, Lima, Buenos Aires et Montevideo.
Lui et Ravenet rentrent ensemble en 1795 et restent en Espagne, travaillant pour le gouvernement à raison de 27 000 reales par an, comme stipulé dans leur contrat. Il réalise des lithographies et des gravures à partir de ses peintures pour un livre sur l'expédition. En 1799, à l'occasion de l'élévation du cardinal Louis Marie de Bourbon au rang d'archevêque de Tolède, il conçoit et réalise un arc de triomphe pour la cathédrale. La même année, le roi Charles IV le nomme « Peintre, architecte et décorateur de la cour royale ». Il se marie l'année suivante, mais n'a qu'un fils avant de devenir veuf.

### Après l'expédition
En mai 1806, son contrat expire. Lui et Ravenet présentent toutes leurs œuvres au comte José Espinosa y Tello, directeur du Service hydrographique. Deux ans plus tard, à la suite du siège de Saragosse, lui et son collègue artiste Juan Gálvez s'y rendent sur invitation du général José de Palafox y Melzi pour créer un document graphique sur les conséquences de l'événement. Trente-deux de ces dessins sont ensuite publiés sous le titre Grabados de la Ruina de Zaragoza. Il retourne brièvement à Madrid, puis s'enfuit à Cadix lorsqu'il devient évident que les troupes de Napoléon vont prendre la ville.
À la fin de la guerre d'indépendance espagnole, il retourne à Madrid, où il prend ses fonctions de peintre de la cour sous le nouveau roi Ferdinand VII. En 1814, il est nommé directeur de la perspective et des arts décoratifs à l'Académie royale des beaux-arts Saint-Ferdinand et devient académicien du mérite l'année suivante.
En 1817, l'Académie publie son Tratado de Principios Elementales de Perspectiva. Quatre ans plus tard, il est chargé de créer une série de peintures et de lithographies représentant des sites royaux — notamment l'Escurial, Aranjuez, le parc du Retiro et le Palais de la Moncloa — un projet qui le mobilise jusqu'en 1832. Ces tableaux sont publiés sous le titre Vistas de los Sitios Reales y Madrid.
Il souffre d'une grave maladie en 1829 et ne s'en remet jamais complètement. Après avoir cherché des remèdes dans diverses stations thermales, il meurt à son domicile à Madrid en 1834.